# Alvin Toffler
Alvin Toffler (né le 4 octobre 1928 à New York et mort le 27 juin 2016 à Los Angeles) est un écrivain, sociologue et futurologue américain. Il est l'un des futurologues les plus célèbres de son temps. Il est marié à Heidi Toffler, également écrivaine et futurologue, avec qui il a co-écrit plusieurs de ses ouvrages, dont beaucoup sont devenus des best-sellers mondiaux.

## Biographie
Il travaille cinq ans comme ouvrier en usine après ses études universitaires, puis commence une carrière de journaliste en tant que correspondant de presse à Washington. Il enseigne également à l'université Cornell.
En 1959 le magazine américain Fortune invite Alvin Toffler à devenir l'un de ses chroniqueurs, et il le quittera en 1962. Il commence une carrière freelance, en écrivant des articles pour des revues savantes et des magazines. Ses interviews en 1964 avec le romancier russe Vladimir Nabokov et Ayn Rand pour la revue Playboy figurent parmi les plus célèbres du magazine.
Ses livres, co-écrits avec son épouse Heidi, le Choc du futur (1970) et La Troisième Vague (1980), comptent parmi ceux qui ont le plus influencé notre époque. Vendus à plus de dix millions d'exemplaires dans de nombreux pays, ils ont contribué à modifier nos idées sur les grands changements de la fin du XXe siècle et à modeler notre vision de l'avenir.
Alvin Toffler et Heidi Toffler sont les premiers à imaginer les conséquences du changement de paradigme associé à l’avènement de l’ère de l’information dans tous les domaines des activités humaines. À propos de leur collaboration, Alvin Toffler a publié ses œuvres sous son seul nom jusqu’en 1993, date à laquelle il a associé son épouse Heidi à la paternité de War and Anti-War, reconnaissant à cette occasion que son apport allait bien au-delà d’une simple assistance rédactionnelle.
Alvin Toffler fut l'un des conférenciers les plus recherchés aux États-Unis. Alvin et Heidi Toffler ont créé leur propre société de conseil, Toffler Associates.
En 1970 dans Le Choc du futur, ils écrivent : « le choc du futur est le stress et la désorientation provoqués chez les individus auxquels on fait vivre trop de changements dans un trop petit intervalle de temps. » Ces changements qui nous dépassent sont de trois types :
- la transience qui peut être traduit par la « fugacité». La fugacité des choses : nous jetons nos possessions pour en acquérir de nouvelles. La fugacité des endroits : nous quittons les endroits qui nous ont vu naître pour de nouveaux. La fugacité des gens : nous perdons le contact avec nos anciens amis et connaissances et nous avons du mal à créer un contact avec de nouveaux. La fugacité des organisations : les sociétés gouvernementales ou commerciales créent de nouveaux postes et fonctions seulement pour mieux les reformer et les changer. La fugacité de l'information : les connaissances scientifiques et populaires ne sont pas figées et s'accroissent de façon rapide et permanente ;
- la « nouveauté ». La nouveauté des sciences, qui progresse et qui changera peut-être l'espèce humaine ou la combinera avec des machines. La nouveauté des relations sociales, dans des structures familiales en remaniement permanent ;
- la « diversité ». La diversité des choix, la diversité des sous-cultures et des spécialités, la diversité des modes de vie. Cette diversité permet aux individus de se trouver, de s'individualiser au sein d'une société dans laquelle ils ne se sont jamais reconnus.

Il y a trois vagues de développement de l'humanité selon Alvin et Heidi Toffler. En 1980, dans La Troisième Vague, ils décrivent trois types de sociétés et le concept de vagues. Chaque nouvelle vague pousse l'ancienne société et établit la nouvelle. La société de la 3e vague est la société dite post-industrielle (post années 1950) et est caractérisée par l'information, la technologie et la très grande diversité des sous-cultures.
En 2006, dans Revolutionary Wealth, les auteurs effectuent une analyse détaillée de notre société actuelle dans laquelle la clé de la prospérité est la connaissance et non plus l'argent. Elle est solidement étayée par de multiples exemples qui démontrent que le monde dans lequel nous entrons sera radicalement différent. Les auteurs dissèquent toute la complexité de la société post-industrielle dans laquelle nous vivons depuis le développement de l'informatique dans notre vie quotidienne. Ce livre a été traduit en français en 2007 sous le titre La Richesse révolutionnaire.

## Publications
Parmi leurs principales œuvres traduites en français, on peut citer :
- Le Choc du futur [« Future Shock »]  (trad. Solange Metzger et Sylvie Laroche), Paris, Denoël, 1971 (réimpr. Gallimard, 1987) ;
- Ecospasme, Denoël, Paris, 1975 ;
- La Troisième Vague [« The Third Wave »]  (trad. Michel Deutsch), Paris, Denoël, 1980 (réimpr. Gallimard, 1988) ;
- Les Cartes du futur : précursions et prémisses, Denoël, Paris, 1983 ;
- S’adapter ou périr : l’entreprise face au choc du futur(The Adaptive Corporation, 1985), Denoël, Paris, 1986 ;
- Les Nouveaux Pouvoirs, 658 p., Fayard, Paris, 1991, (traduit de Powershift, New York, 1990)(Powershift: Knowledge, Wealth and Violence at the Edge of the 21st Century, 1990) ;
- Guerre et contre-guerre, survivre à l’aube du XXIe siècle, Fayard, Paris, 1994 et Hachette Littératures 1996, traduit de War and Anti-War, Little, Brown and Company, New York, 1993 ;
- Créer une nouvelle civilisation : la politique de la Troisième Vague, Fayard, Paris, 1995;
- La Richesse révolutionnaire (Revolutionary Wealth, 2006), Plon, Paris, 2007.